# Rakesh Sharma
Rakesh Sharma (Patiala, 13 gennaio 1949) è un ex astronauta indiano.
Si è laureato al Nizam College di Hyderabad e si è arruolato nell'Aeronautica Militare Indiana, diventando pilota e raggiungendo il grado di maggiore. Nel 1982 è stato selezionato come cosmonauta nell'ambito del programma Intercosmos. Nel 1984 è andato nello spazio a bordo della Sojuz T-11 insieme a due cosmonauti sovietici e ha trascorso una settimana sulla stazione spaziale Saljut 7, dove ha condotto vari esperimenti scientifici tra cui una ricognizione fotografica multispettrale del nord dell'India. Con questo volo, Sharma è diventato il primo astronauta di nazionalità indiana e di religione induista. Durante il soggiorno nello spazio, Sharma ha eseguito alcuni esercizi di yoga in condizioni di microgravità.
Nel 1987 Sharma si è congedato dall'Aeronautca militare con il grado di tenente colonnello ed è entrato come pilota collaudatore nell'Hindustan Aeronautics Limited (HAL); in seguito ha lavorato allo sviluppo dell'aereo da caccia indiano HAL Tejas. Nel 2001 si è ritirato dal servizio attivo ed è diventato presidente dell'Automated Workflow Pvt Ltd, un'organizzazione che si occupa di Business Process Management. Nel novembre 2006 ha preso parte ad una riunione dei principali scienziati dell'India, organizzata dall'ISRO, che ha dato via libera ad un volo spaziale umano indiano.
Sharma è sposato e ha una figlia.